# Myszka Pik
Myszka Pik (ros. Мышонок Пик) – radziecki krótkometrażowy film rysunkowy z 1978 roku w reżyserii Giennadija Sokolskiego oparty na podstawie utworu Witalija Biankiego.